# Rogiera backhousii
Rogiera backhousii är en måreväxtart som först beskrevs av Joseph Dalton Hooker, och fick sitt nu gällande namn av Attila L. Borhidi. Rogiera backhousii ingår i släktet Rogiera och familjen måreväxter. Inga underarter finns listade i Catalogue of Life.